# Istorija Ujedinjenog Kraljevstva
Istorija Ujedinjenog Kraljevstva veže se uz Britanska ostrva koja su bila meta čestih osvajanja. Kelti, Rimljani, Anglosaksonci i Vikinzi, redom su osvajali ova ostrva i uspostavljali svoju vlast. Godine 1066. Normani su napali i pokorili Englesku. Nakon toga, Engleska je postala moćnija zemlja koja je najpre zauzela Irsku, a potom i Vels da bi se 1603. udružila sa Škotskom. Ujedinjeno Kraljevstvo postalo je vodeća industrijska i kolonijalna sila u svetu, održavajući prevlast koja se prenosi i u ovaj vek.

## Drevna Britanija
Prvobitni stanovnici Britanije bili su nomadski lovci - sakupljači plodova koji su u potrazi za hranom selili sa jednog mesta na drugo. Oko 400. p. n. e. ljudi su se počeli naseljavati u selima, obrađivati zemlju i uzgajati životinje.

### Rimska Britanija
Julije Cezar napao je Britaniju 54. p. n. e. da bi zaustavio lokalna keltska plemena u pružanju pomoći Galima u Francuskoj koji su podrivali Rimsko carstvo. Godine 43. osvojeni su Engleska i Vels, i postali su deo Rimskog carstva. Rimnjani su gradili mnoge gradove i ceste te podsticali trgovinu.
Rimski gradovi
Rimnjani su izgradili mrežu gradova kao središta trgovine i regionalne vlasti. Među njima su bili Londinium (London) na reci Temzi, i Aque Sulis (Bat)

### Anglosaksonska invazija
Nakon odlaska Rimnjana 410. godine, germansko pleme Anglosasi sa severa Evrope je počelo da prodire u Britaniju. Do 613. godine Anglosasi su osvojili celu Englesku i podelili je na sedam kraljevstva. Pod rimskom vlašću većina Britanaca bili su hrišćani, dok su Anglosasi imali svoje bogove. Hrišćanski misionar sv. Avgustin stigao je Kanterberi 597. godine i započeo da preobraćuje to područje na hrišćanstvo.

### Vikinzi i Knut
Godine 787. vikinški moreplovci prvi put su stigli do engleske obale i ubrzo zavladali severnim i istočnim delom zemlje. Godine 1013. zauzeli su celo kraljevstvo; pod vladavinom Knuta, Engleska je bila je bila deo vikinškog carstva koje se nazivalo Dejnlo i obuhvatalo je veći deo Skandinavije.

## Normanska Engleska
Godine 1066. normandijski vojvoda Vilijam napao je Englesku zahtevajući pravo na presto. Nedaleko Hastingsa porazio je englesku vojsku pod vodstvom kralja Harolda II te zauzeo zemlju. Normani su gradili utvrđenja da bi ojačali svoju vlast i u Englesku uveli jaku centralnu vlast.
- Magna Karta (Velika povelja sloboda)

Pod normanskom vlašću često je dolazilo do sporova između kralja i njegovih najmoćnijih plemića. Godine 1215. u Ranimedu u Sariju, kralj Jovan bez Zemlje potpisao je Magnu kartu, ispravu koju je sastavilo više plemstvo. U njoj su ispisane dužnosti i prava građana te crkve u odnosu na krunu. Magna carta libertatum je još uvek jedan od glavnih ustavnih dokumenata engleske vlade.
- Vilijam I Osvajač

Vilijam  Osvajač (1027—87) bio je potomak Vikinga koji su se naselili u Normandiji na severu Francuske. Kao kralj Engleske, bio je strog vladar koji je zemlji doneo stabilnost. Umro je nakon pada s konja u Nantu, Francuska.
- Parlament

Godine 1265. Henri  pozvao je predstavnike gradova, plemstva i sveštenstva u London kao prvi parlament koji je savetovao vladu. Tokom jednog veka parlament je stekao pravo donošenja zakona i ubiranja poreza.
- Vels

Engleska je pokušavala da zavlada Velsom još od saksonskih vremena, ali su se velški knezovi odupirali. Godine 1282. Edvard I Stariji zauzeo je ovu zemlju i podigao brojna utvrđenja da bi Velšane držao u pokornosti. Aktom o ujedinjenju iz 1536. Vels je formalno pripojen Engleskoj. Velški jezik bio je potiskivan vekovima nakon toga.

## Dinastije Tudor i Stjuart
Henri , prvi kralj iz dinastije Tjudor, preuzeo je vlast 1485. Obuzdao je vlast plemstva, obnovio kraljevske finansije i strogo vladao. Tudori su vladali do 1603. Nakon njih su došli Stjuarti pod čijom je vladavinom Engleska pokušala da održi vodeću ulogu u Evropi uprkos žestokog građanskog rata.
Godine 1534. Henri  prekinuo je veze sa Rimokatoličkom crkvom zato što mu nije dopustila razvod braka. Stvorio je Englesku (Anglikansku) crkvu, postao njezin poglavar, raspustio samostane da bi novac preusmerio na svoj dvor te prisvojio crkvenu zemlju.
Škotska je prvi put postala kraljevina 843. i vekovima je bila nezavisna uprkos neprestanim invazijama iz Engleske. Godine 1603. škotski kralj Džejms VI Škotski nasledio je engleski presto od kraljice Elizabete I iz dinastije Tudor 1707. godine, te su se dve zemlje formalno ujedinile. Sukob između parlamenta i Čarlsa I Stjuarta radi vlasti nad zemljom buknuo je u otvoreni rat 1642. Kralj je poražen i pogubljen 1649. a Engleska je bila republika do 1660.

## Industrijska Engleska
U 18. veku Britanija je postala prva industrijalizirana zemlja. Milioni ljudi krenuli su iz sela u gradove gde su radili u novim fabrikama i radionicama. Kanalima i železnicom po celoj zemlji prevozile su se sirovine i gotova roba. Oko 1850. Britanija je bila svetska radionica.
- Viktorijanska Engleska

U vreme vladavine kraljice Viktorije (1837—1901), Britanija je postala najbogatija zemlja na svetu, sa carstvom koje je zauzimalo četvrtinu zemaljske kugle. Uprkos bogatstva, životni uslovi za većinu ljudi u gradovima bili su loši.
- Čartisti

Početkom 19. veka rasli su zahtevi za boljim zastupanjem radnih ljudi u vladi. Tokom 1830-ih i 1840-ih pojavile su se grupe, puput čartista, koje su se borile za reformu. Naziv su dobili po People´s Charter (Narodnoj povelji) koju je sastavio Vilijam Lavet 1838. Reforme su sprovedene mnogo kasnije.

## Savremena Britanija
Tokom 20. veka Britanija je doživljavala brojne promene. Veći deo njenog carstva postao je nezavisan, izgubila je vlast u većem delu Irske i vodila borbu protiv ekonomskog nazadovanja. Krajem 20. veka Britanija je postala multikulturalno društvo nakon dolaska brojnih imigranata iz bivših kolonija u Africi, Aziji i na Karibima.
- Britanija u vreme rata

Godine 1940. Britanija je bila i sama u borbi protiv nacističke Nemačke. Britanski borbeni piloti odbili su planiranu nemačku invaziju tokom Bitke za Britaniju, ali su britanski gradovi bili snažno bombardovani tokom Drugog svetskog rata.
- Socijalna država

Početkom 20. veka Britanija je uvela državne penzije i osiguranje da bi zaštitila radnike od siromaštva, bolesti i nezaposlenosti. Godine 1948. državna zdravstvena služba utemeljila je besplatne medicinske usluge.
- Ulazak u Evropu

Nakon referenduma punoljetne populacije, Britanija je 1973. pristupila Evropskoj zajednici (Evropska unija). Članstvo je donelo brojne povlastice, ali uloga Britanije u Evropi je ostala jedno od najproturečnijih pitanja britanskih političkih stranaka.
- Povlačenje iz Evropske unije

Nakon referenduma održanog 2016. godine, 51,9 procenat građana Ujedinjenog Kraljevstva se odlučio za izlazak iz Evropske unije, a država se zvanično povukla iz zajednice 31. januara 2020. godine.

## Hronološka tabela
| Godina             | Bitna istorijska zbivanja Ujedinjenog Kraljevstva                                                             |
| ------------------ | --- |
| 54. p. n. e.       | Julije Cezar predvodi istraživačku invaziju u Englesku.                                                       |
| 43 – 410. p. n. e. | Engleska i Vels deo su Rimskog carstva.                                                                       |
| 613.               | Anglosasi dovršavaju svoje osvajanje Engleske.                                                                |
| 787.               | Vikinzi počinju pristizati na obale.                                                                          |
| 1016 – 1035.       | Knut Veliki vlada Engleskom kao delom Skandinavskog carstva.                                                  |
| 1066.              | Bitka kod Hastingsa: Normani vladaju Engleskom na čelu s Vilijamom Osvajačem.                                 |
| 1455 – 1485.       | Rat ruža: kuće Jork i Lankaster, predstavljene belom odnosno crvenom ružom, vode borbe za englesko prestolje. |
| 1603.              | Džejms (Džejms Škotski), prvi kralj iz dinastije Stjuart, ujedinjuje engleski i škotski presto.               |
| 1707.              | Aktom o ujedinjenju Engleske i Škotske nastaje Kraljevstvo Velike Britanije.                                  |
| 1801.              | Aktom o ujedinjenju Velike Britanije i Irske nastaje Ujedinjeno Kraljevstvo Velike Britanije i Irske.         |
| 1837 – 1901.       | Vladavina kraljice Viktorije. Britansko carstvo na svom vrhuncu.                                              |
| 1922.              | Veći deo Irske stiče nezavisnost od Britanije i naziva se Slobodna Država Irska.                              |
| 1973.              | Ujedinjeno Kraljevstvo pristupa Evropskoj zajednici, kasnije nazvanoj Evropska unija.                         |
| 2016.              | Na referendumu stanovnici Ujedinjenog Kraljevstva glasaju za napuštanje Evropske unije.                       |
| 2020.              | Ujedinjeno Kraljevstvo je zvanično napustilo Evropsku uniju.                                                  |

## Literatura
- Oxford Dictionary of National Biography. 2004.. online; short scholarly biographies of all the major people
- Addison, Paul (24. 6. 2010). No Turning Back: The Peacetime Revolutions of Post-War Britain. OUP Oxford. ISBN 0192192671.. ]
- Arnstein, Walter L (2000). Britain Yesterday and Today: 1830 To the Present. Houghton Mifflin. ISBN 978-0-618-00104-0.. university textbook
- Ashton, T. S (1964). The Industrial Revolution (1760–1830). Oxford UP.. online free
- Bew, John (2017). Clement Attlee: The Man Who Made Modern Britain.
- Black, Jeremy (1996). A history of the British Isles. Macmillan.
- Black, Jeremy (2004). The Hanoverians: The History of a Dynasty.
- Bright, James Franck (1893). A History of England: Growth of democracy: Victoria. 1837-1880.
- Bright, James Franck (1904). A History of England: Imperial Reaction Victoria 1880–1901.
- Cannon, John Ashton (2002).  Cannon, John, ур. The Oxford Companion to British History. Oxford University Press. ISBN 0198605145. Непознати параметар |DUPLICATE_year= игнорисан (помоћ). historical encyclopedia; 4000 entries in 1046pp
- Childs, David (2012). Britain Since 1945: A Political History. Routledge. ISBN 978-0415519526. Непознати параметар |DUPLICATE_isbn= игнорисан (помоћ)
- Clarke, Peter (25. 3. 2004). Hope and Glory: Britain 1900-2000 (2nd изд.). Penguin Publishing. ISBN 0141011750. Непознати параметар |DUPLICATE_title= игнорисан (помоћ). 512pp; . ]
- Cook, Chris (1999). The Longman Companion to Britain in the Nineteenth Century 1815–1914.
- Cook, Chris and John Stevenson, ур. (1995). Longman Companion to Britain Since 1945.. 336pp
- Colley, Linda (1994). Britons: Forging the Nation, 1707–1837.. (Yale U.P. 1992)
- Daunton, Martin (26 April 2007). Wealth and Welfare: An Economic and Social History of Britain 1851-1951. OUP Oxford. ISBN 0198732090. Непознати параметар |DUPLICATE_title= игнорисан (помоћ); Пронађени су сувишни параметри: |author= и |last1= (помоћ); Проверите вредност парамет(а)ра за датум: |year= / |date= mismatch (помоћ). Wealth and Welfare: An Economic and Social History of Britain 1851–1951 (2007) . ]
- Ensor, R. C. K. (1936). England, 1870–1914.. influential scholarly survey
- The Encyclopedia of Britain. Helicon. 1999. ISBN 978-1-85986-275-9.. ; also published as Hutchinson Encyclopedia of Britain
- Floud, Roderick, and Donald McCloskey, (ур.). The Economic History of Britain since 1700 (1st изд.).. (. . 2 vol 1981;  (2nd изд.). 1994. Недостаје или је празан параметар |title= (помоћ))
- Floud, Roderick; Humphries, Jane; Johnson, Paul (9. 10. 2014).  Floud, Roderick, Jane Humphries, and Paul Johnson, ур. The Cambridge Economic History of Modern Britain. Cambridge University Press. ISBN 978-1107631434. Непознати параметар |DUPLICATE_isbn= игнорисан (помоћ). (3 vol. 2014); advanced economic history, heavy on econometrics and statistics;. . ISBN 1107631432. Недостаје или је празан параметар |title= (помоћ). Almost entirely different contents from previous Floud-McCloskey book.
- Gardiner, Juliet (2004). Wartime: Britain 1939–1945. ISBN 978-0-7553-1028-9.. 782pp; social history
- Gilley, Sheridan, and W. J. Sheils (1994). A History of Religion in Britain: Practice and Belief from Pre-Roman Times to the Present.. 608pp
- Harrison, Brian (13. 1. 2011). Seeking a Role: The United Kingdom 1951-1970. OUP Oxford. ISBN 0199605130. Непознати параметар |DUPLICATE_title= игнорисан (помоћ); Непознати параметар |DUPLICATE_isbn= игнорисан (помоћ). (New Oxford History of England) (2011) . ]; online
  - Harrison, Brian (8. 9. 2011). Finding a Role?: The United Kingdom 1970-1990. OUP Oxford. ISBN 0199606129. Непознати параметар |DUPLICATE_title= игнорисан (помоћ); Непознати параметар |DUPLICATE_isbn= игнорисан (помоћ). (New Oxford History of England) (2011) . ]; online major scholarly survey
- Hastings, Adrian (1986). A History of English Christianity: 1920–1985.. 720pp a major scholarly survey
- Havighurst, Alfred F (1987). Modern England, 1901–1984 (2nd изд.). ISBN 978-0-521-30974-5.
- Hilton, Boyd (19. 6. 2008). A Mad, Bad, and Dangerous People?: England 1783-1846. Oxford University Press. ISBN 978-0199218912. Непознати параметар |DUPLICATE_title= игнорисан (помоћ). (New Oxford History of England) (2008), scholarly synthesis.
- Holland, R. F. The pursuit of greatness: Britain and the world role, 1900–1970 (Fontana history of England) (1991)
- Theodore Hoppen, K. (1998). The Mid-Victorian Generation, 1846-1886. Clarendon Press. ISBN 019873199X.. (New Oxford History of England) (2000)
- Hoppit, Julian (2002). A Land of Liberty?: England, 1689-1727. Oxford University Press. ISBN 0199251002.. (New Oxford History of England) (2002)
- Hylson-Smith, Kenneth (1996). The churches in England from Elizabeth I to Elizabeth II.
- Jones, J. R (1980). Britain and the World, 1649–1815.. 348pp; general survey emphasizing rivalry with France
- Kearney, Hugh (1989). The British Isles: a history of four nations. Cambridge U.P.
- Langford, Paul (1992). A Polite and Commercial People: England 1727-1783. Oxford University Press. ISBN 0192852531. Непознати параметар |DUPLICATE_title= игнорисан (помоћ). (New Oxford History of England) (1994)
- Leventhal, F. M. (2002). Twentieth-Century Britain: An Encyclopedia (2nd изд.).. 640pp; short articles by scholars
- Lunn, Jon, Vaughne Miller, Ben Smith. "British foreign policy since 1997 – Commons Library Research Paper RP08/56 (UK House of Commons, 2008) 123pp online
- McCord, Norman and Bill Purdue (2007). British History, 1815–1914 (2nd изд.).. 612 pp , university textbook
- Marr, Andrew (2009). A History of Modern Britain.. also published as The Making of Modern Britain. 2010.. popular history covers 1945–2005
- Marshall, Dorothy (1974). Eighteenth-Century England (2nd изд.).. political and diplomatic history 1714–1784;
- Marshall, Dorothy (1956). English People in the Eighteenth Century.. social and economic history;
- Medlicott, W. N. (1976). Contemporary England, 1914–1964 (2nd изд.).
- Mokyr, Joel (2010). The Enlightened Economy: An Economic History of Britain 1700–1850.
- Morgan, Kenneth O. The Oxford History of Britain. 2010.
- Mowat, C. L (1955). Britain Between the Wars, 1918–1940. ISBN 978-0-416-29510-8.
- Newman, Gerald, ур. (1997). Britain in the Hanoverian Age, 1714–1837: An Encyclopedia. Taylor & Francis. ISBN 9780815303961. online review
- O'Gorman, Frank. The Long Eighteenth Century: British Political and Social History 1688–1832 (1997) 415pp
- Owen, John B (1976). The Eighteenth Century: 1714–1815.. survey
- Otte, T. (12. 12. 2001). The Makers of British Foreign Policy: From Pitt to Thatcher. Palgrave Macmillan UK. ISBN 0333915798.
- Pearce, Malcolm, and Geoffrey Stewart (2013). British political history, 1867–2001: democracy and decline. Routledge.
- Plumb, J. H (1950). England in the Eighteenth Century. Penguin Books.. short older survey by a leading expert
- Pollard, Sidney (1991). The Development of the British Economy, 1914–1990 (4th изд.).
- Pugh, Martin (2011). Speak for Britain!: A New History of the Labour Party. Vintage. ISBN 978-0099520788.
- Ramsden, John (2002). The Oxford Companion to Twentieth-century British Politics. Oxford University Press. ISBN 0198601344.
- Reynolds, David (2000). Britannia Overruled: British Policy and World Power in the Twentieth Century. Longman. ISBN 0582382491.. major survey of British foreign policy to 1999.
- Roberts, Clayton and David F. Roberts (2013). A History of England, Volume 2: 1688 to the present.. university textbook;
- Royle, Edward (2012). Modern Britain: A Social History 1750–2010.
- Rule, John (1992). Albion's People: English Society 1714–1815. (1992)
- Searle, G. R. A New England?: Peace and War 1886–1918 (New Oxford History of England) (2005) Searle, G. R. (2005). A New England?: Peace and War, 1886-1918. Oxford University Press. ISBN 0199284407.
- Schama, Simon (2001). A History of Britain, Vol. 2: The Wars of the British, 1603–1776.. A History of Britain: The Fate of Empire 1776–2000 (2002)
- Simms, Brendan (2008). Three Victories and a Defeat: The Rise and Fall of the First British Empire, 1714–1783. Basic Books. ISBN 9780465013326.
- Somervell, D. C. The Reign of King George V, (1936) 550pp; wide-ranging political, social and economic coverage, 1910–35; online free.
- Taylor, A. J. P (1970). English History, 1914–1945. Penguin. ISBN 0198217153.. (Oxford History of England) (1965) . ]; also
- Thomson, David. (1951). England in the 19th Century 1815–1914.
- Thompson, F. M. L, ed. The Cambridge Social History of Britain, 1750–1950 (3 vol. 1992), essays by scholars
- Tombs, Robert (2016). The English and their History.. (2014 online review
- Ward, A. W. and G. P. Gooch, eds. The Cambridge History of British Foreign Policy, 1783–1919 (3 vol, 1921–23), old detailed classic; vol 2, 1815–1866. Непознати параметар |DUPLICATE_title= игнорисан (помоћ); Непознати параметар |DUPLICATE_url= игнорисан (помоћ). vol 3. 1866–1919.
- Webb, R. K. (1968). Modern England: from the 18th century to the present. New York: Dodd, Mead.. very well reviewed textbook
- Welsh, Frank (2003). The Four nations: a history of the United Kingdom. Yale U.P.
- Willson, David Harris. A history of England (4th изд.).. (. . 1991) online  (1972 изд.). Недостаје или је празан параметар |title= ([[Помоћ:CS1 грешке#citation_missing_title|помоћ]])[[Категорија:Странице са изворима без наслова]]. Сукоб URL—викивеза (помоћ), university textbook
- Woodward, E. L (1938). The Age of Reform, 1815–1870.. 602pp; . a major survey

### Istoriografija
- Addison, Paul and Harriet Jones, ур. (9 June 2008). A Companion to Contemporary Britain: 1939–2000. Wiley-Blackwell. Проверите вредност парамет(а)ра за датум: |year= / |date= mismatch (помоћ)
- Bronstein, Jamie L. and Andrew T. Harris (2012). Empire, State and Society: Britain since 1830.. 352pp; brief university textbook
- Cannon, John. The Oxford Companion to British History (2nd изд.).. (. . 2002) 1142pp
- Dickinson, H. T. (23. 6. 2006).  Dickinson, H. T, ур. A Companion to Eighteenth-Century Britain. John Wiley & Sons. ISBN 1405149639. Непознати параметар |DUPLICATE_publisher= игнорисан (помоћ). 584pp; essays by 38 experts; . ]
- Elton, G. R (1970). Modern Historians on British History,1485-1945. Непознати параметар |DUPLICATE_url= игнорисан (помоћ); Непознати параметар |DUPLICATE_title= игнорисан (помоћ); Проверите вредност парамет(а)ра за датум: |year= / |date= mismatch (помоћ). annotated guide to 1000 history books on every major topic, plus book reviews and major scholarly articles
- Furber, Elizabeth Chapin, ур. (1966). Changing Views on British History.
- Clapson, Mark (2009). The Routledge Companion to Britain in the Twentieth Century. Routledge. ISBN 978-0415275354. Непознати параметар |DUPLICATE_isbn= игнорисан (помоћ)
- Loades, David, ed. Reader's Guide to British History. (2 vol 2003), 1610pp
- Rasor, Eugene L (2000). Winston S. Churchill, 1874–1965: A Comprehensive Historiography and Annotated Bibliography. Bloomsbury Academic. ISBN 978-0-313-30546-7.. 712pp  ; also
- Schlatter, Richard, ур. (1984). Recent Views on British History: Essays on Historical Writing Since 1966.
- Williams, Chris, ур. (9 June 2008). A Companion to Nineteenth-Century Britain. Wiley-Blackwell. Непознати параметар |DUPLICATE_publisher= игнорисан (помоћ); Проверите вредност парамет(а)ра за датум: |year= / |date= mismatch (помоћ). 33 essays by experts; 624pp. .
- Wrigley, Chris (7. 1. 2009).  Wrigley, Chris, ур. A Companion to Early Twentieth-Century Britain. Wiley. ISBN 1405189991. Непознати параметар |DUPLICATE_isbn= игнорисан (помоћ). (Blackwell Companions to British History) (2009) . ]

### Primarini izvori
- English historical documents London: Methuen; 12 vol covering Middle Ages to 1957; reprinted 2011; the most comprehensive collection on political, constitutional, economic and social topics
- Beard, Charles, ур. (1906). An introduction to the English historians.. excerpts
- Cheyney, Edward P (1935). Readings in English History Drawn from the Original Sources Intended to Illustrate a Short History of England.. 850 pp, strongest on political & constitutional topics
- Stephenson, Carl and Frederick G. Marcham, eds. Sources of English Constitutional History (2nd изд.).. (. . 1990)
- Weiner, Joel H. ed. Great Britain Foreign Policy & Span of Empire, 1689–1971 (4 Vol, 1983), 3425pp
- Wiener, Joel H. ed. Great Britain: the lion at home; a documentary history of domestic policy, 1689–1973 (4 vol 1974), 1396 pp
- "Finding primary resources for modern British history"